# Will Graves
William Thomas "Will" Graves (Greensboro, Carolina del Norte, 15 de mayo de 1988) es un jugador de baloncesto estadonundense que actualmente se encuentra sin equipo. Con 1,98 metros de estatura, juega en la posición de ala-pívot.

## Trayectoria deportiva

### Universidad
Jugó tres temporadas con los Tar Heels de la Universidad de Carolina del Norte en Chapel Hill, en las que promedió 5,6 puntos y 2,9 rebotes por partido, En 2010 fue despedido del equipo por su entrenador, Roy Williams, alegando que no cumplió con las normas del equipo.

### Profesional
Tras no ser elegido en el Draft de la NBA de 2010, no fue hasta febrero de 2011 cuando inició su carrera profesional, firmando contrato con los Akita Northern Happinets de la bj league japonesa, con los que terminó la temporada promediando 21,3 puntos y 11,2 rebotes por partido.
La temporada siguiente marchó a Argentina para fichar por el Boca Juniors, con los que promedió 10, 7 puntos y 6,3 rebotes, hasta que una recha de malos partidos hicieron que fuera despedido en febrero de 2012. En el mes de mayo fichó por los Marinos de Anzoátegui de la Liga de Venezuela, donde jugó once partidos, promediando 9,3 puntos y 2,9 rebotes.
Poco después regresó a Argentina para fichar por el Club Deportivo Libertad, donde acabó la temporada promediando 15,9 puntos y 8,6 rebotes por partido. En enero de 2013 fichó por el Club Malvín de la Liga Uruguaya, donde jugó 12 partidos en los que promedió 16,3 puntos y 7,3 rebotes, regresando en enero de 2014 al Libertad, donde sus estadísticas bajaron hasta los 5,1 puntos y 2,8 rebotes, antes de ser despedido.
La temporada siguiente fichó por el Keflavík islandés, donde jugó 10 partidos, en los que promedió 22,9 puntos y 8,0 rebotes, hasta que en diciembre de 2014 fichó por el Maccabi Haifa B.C. israelí, donde acabó la temporada con 12,6 puntos y 4,7 rebotes por encuentro.
En abril de 2017, una lesión en la muñeca y la cadera le hizo decir adiós prematuramente a su tercera temporada en el equipo.